# ساپورو ۳۴۷۳
سیارک ۳۴۷۳ (به انگلیسی: 3473 Sapporo، نامگذاری:A924EG) سه هزار و چهارصد و هفتاد و سومین سیارک کشف شده‌است که در ۷ مارس ۱۹۲۴ و در هایدلبرگ کشف شد.
قدر مطلق سیارک برابر ۱۳٫۶۰ است.